# Jiří Kolář (Radsportler)
Jiří Kolář (* 1938) ist ein ehemaliger tschechoslowakischer Radrennfahrer und nationaler Meister im Radsport.

## Sportliche Laufbahn
Kolář war Bahnradsportler und bestritt vorwiegend Ausdauerdisziplinen.
1957 siegte er in der nationalen Meisterschaft in der Einerverfolgung. 1958 und 1959 konnte er den Titel verteidigen. 1961 und 1962 konnte er erneut die Meisterschaft für sich entscheiden. 1957 gewann er den Titel in der Mannschaftsverfolgung. 1958 und 1961 gewann er diesen Titel erneut. 1971 siegte er auf der Radrennbahn von Brno im Velká Cena Evropy, einem internationalen Turnier in der Einerverfolgung. Bei den Bahnradsport-Weltmeisterschaften 1969 wurde er 9. in der Einerverfolgung.